# زادوریه
زادوریه (به لاتین: Zadorye) یک منطقهٔ مسکونی در روسیه است که در استان آرخانگلسک واقع شده‌است.